# Ла Мот Ле Вайе, Франсуа де
Франсуа де Ла Мот Ле Вайе (фр. François de La Mothe Le Vayer; также встречается написание его фамилии на русском языке как Ламот-ле-Вайе, Ламот Левейе, Ламот-Левайе или Ламотт-Левайе; 1588, Париж — 9 мая 1672, там же) — французский писатель и философ.
В 1640 за этюд: «L’Instruction du Dauphin» принят во Французскую академию и назначен воспитателем молодого Людовика XIV. Наиболее известные из его трудов: «La Contrariété d’humeur entre la nation française et l’espagnole» (1636); «L’Héxaméron rustique» (Амстердам, 1671); «Quatre Dialogues faits à l’imitation des anciens» (1671).
Ла Мот Ле Вайе — представитель скептицизма во Франции; его философия — нечто среднее между философиями Монтеня и Бейля. Ла Мот Ле Вайе имел обширные познания в истории, географии и литературе, которыми пользовался в стиле Монтеня; его диалектика воспроизводит Секста Эмпирика, которым он увлекался. В его пирронизме нет ни горечи, ни сарказма; единственным практическим выводом его философии было стремление достигнуть счастья путём индифферентизма.

## Цитаты
- «Хорошая мысль, откуда бы ни была взята, гораздо лучше, чем собственная глупая, не в обиду будь сказано тем, что находят всё в себе самих, не прибегая ни к кому»[3].